# Добростан
Добростан е село в Южна България. То се намира в община Асеновград, област Пловдив. До 14 август 1934 г. селото се казва Чаушово.

## География
Село Добростан се намира в планински район, на около 26 километра югоизточно от Асеновград и на 4 km от село Орешец.
Около селото се намират над 10 върха: Долни Пазлак – 1251 m, Пожарик – 1292 m, Св. Арахангел – 1218 m, Св. Спас – 1382 m, Св. Христ – 1431 m, Св. Елена – 1425 m, Червената стена – 1500 m, Коритарска чука – 1500 m, Стария бунар – 1517 m, Анкина скала – 1395 m, Катраница – 1354 m и др.

## Културни и природни забележителности
- На 3 km се намира хижа „Марциганица“ (1412 m н.в.).
- В района има много пещери: „Топчика“ с дьлжина 727 m, „Иванова дупка“ – 695 m, „Хралупата“ – 311 m, „Ямата“ – 183 m, „Бисерна“ – 123 m, „Олимпийската“ – 98 m, „Хайдушка пещера“, „Ледницата“ и др.
- В близост са местностите Белинташ и Кръстова гора, както и биосферният резерват Червената стена, защитена зона Добростан – BG0002073.
- Църквата „Света Богородица“ в селото първоначално е строена като християнски храм. По-късно е превърната в джамия, пристроено е минаре. Легендата гласи, че то е било ударено от мълния, след което мюсюлманите връщат храма на християните, които ремонтират минарето и го превръщат в камбанария.
- В района на селото има 6 параклиса -  „Свети Илия“, „Света Неделя“, „Свети Никола“, „Свети Спас (Възнесение Господне)“, „Свети Трифон“ и „Свети апостоли Петър и Павел“[2].
- За пещерата „Ахметьова дупка“ („Добростански бисер“) има легенда, която гласи: „По време на турското владичество, Ахмед ага местният турски гавазин събирал данъци от околните села. В едно от селата поискал да му сготвят нещо вкусно и местните му сготвили свинско със зеле. Ахмед ага си облизал пръстите – толкова му харесало. Отивайки в съседното село поискал да му сготвят същото и като разбрал, че са го гощавали със свинско побеснял и решил да запали селото. Тръгвайки по обратния път местни момчета юнаци го причакали и го убили, а тялото пуснали в пещерата...“.

В пещерата е открит човешки скелет със счупен крак, но в никакъв случай не може да се каже дали е на Ахмет ага.

## Редовни събития
- Всяка година около Петровден в селото става голям събор.

- Бившето минаре, сега вече камбанария.
- Народното основно училище преди да се срине.
- Затворена чешма в селото.